# Ковалевський Станіслав Антонович
Станіслав Анто́нович Ковалевський (нар. 9 грудня 1950 року, Берестя, Білоруська РСР, СРСР) — український оперний співак (ліричний баритон), соліст Одеського академічного театру музичної комедії, актор театру та кіно, професор ОНМА ім. А. В. Нежданової. Заслужений артист України (1993).

## Біографія
Народився 9 грудня 1950 року в Бересті. Після служби в армії вступив до Одеської державної консерваторії на вокальний факультет, де навчався в Ольги Благовидової та Галини Поливанової. У 1979 році, відразу ж після закінчення консерваторії, вступив на службу до Одеського театру музичної комедії, де був зайнятий у головних ролях практично всіх класичних оперет та мюзиклів, які входили до репертуару театру. Був запрошеним солістом Одеського оперного театру. За весь час роботи виконав понад 70 ролей першого плану. Останнім часом перейшов на виконання «характерних» ролей.
1993 року отримав звання «Заслужений артист України».
Як актор зіграв другорядні ролі в таких телесеріалах і фільмах як «Ліквідація», «Особисте життя слідчого Савельєва», «Петро Лещенко. Все що було…» та ін..
У даний час працює педагогом вокалу в Одеській консерваторії.

## Ролі в театрі
- «Принцеса цирку» — Містер Ікс
- «Баядера» — Раджамі
- «Біла акація» — Костянтин Олексійович Куприємнов, капітан-гарпункер китобійця
- «Циганський барон» — Граф Омонай, губернатор
- "Циган-прем'єр — Лачі Рач
- «Летюча миша» — Генріх Айзенштейн
- «Весілля в Малинівці» — Назар Дума
- «Скрипаль на даху» — Перчик, студент
- «Старі будинки» — Андрій
- «Бал у Савойї» — Маркіз Арістід де Фоблаз, дипломат
- «Бременські музиканти» — Його Величність
- «Герцогиня з Чикаго» — Шандор Бароші
- «Граф Люксембург» — Рене, граф фон Люксембург
- «Роз-Марі» — Джим Кеніон, золотошукач, ковбой
- «Весілля Кречинського» — Муромський, поміщик
- «Ромео та Джульєтта» — Лоренцо
- «Польська кров» — Пан Ян Заремба, поміщик
- «Королева чардаша» — Едвін, син князя
- «Цілуй мене, Кет!» — Хоуелл Харрісон, сенатор
- «Маріца» — Тассіло
- «Наречені» — Диякон
- «Чіполіно» — Синьйор Помідор
- «Фіалка Монмартру» — Паріджі
- «За Дерибасівською...» — Батько Грега

## Оперні партії
- Євгеній Онєгін, «Євгеній Онєгін» П. Чайковського
- Жермон, «Травіату» Дж. Верді
- Роберт, «Іоланта» П. Чайковського
- Алеко, «Алеко» С. Рахманінов
- Белкоре, «Любовне зілля» Г. Доніцетті
- Григорій Грязний «Царська наречена» М. Римського-Корсакова
- Сват, «Русалка» О. Даргомижського

## Фільмографія
- 2007 — «Ліквідація» — капітан
- 2010 — "Якби я тебе кохав — пасажир таксі
- 2011 — «Провокатор» — кучер
- 2011 — «Мисливці за діамантами» — Ларчик
- 2012 — «Особисте життя слідчого Савельєва» — батько кур'єра
- 2013 — «Я — Ангіна!» — Іван Казарінов, батько Степана
- 2013 — «Петро Лещенко. Все, що було...» — Бенціон Мойсейович
- 2014 — «Курортна поліція» — Федір Семенович Караваєв («Боцман»)
- 2014 — «До побачення, хлопчики» — попутник